# 共振
共振點（聲學稱為共鳴）是指當一種物理系統在特定頻率底下，比其他頻率以更大的振幅做振動的情形；此些特定頻率稱之為共振頻率。在共振頻率下，很小的週期驅動力便可產生巨大的振動，因為系統儲存有振動的能量當阻尼。有很微小的機會，共振頻率大約與系統自然頻率或稱固有頻率相等，後者是自由振盪時的頻率，兩者的差異僅在於回復力的不同，共振頻率的回復力包含重力、電磁力等作用力，而自然頻率的回復力僅來自重力。

## 例子
自然中有许多地方有共振的现象。人类也在其技术中利用或者试图避免共振现象。一些共振的例子比如有：乐器的音响共振、太阳系一些类木行星的卫星之间的轨道共振、动物耳中基底膜的共振，电路的共振等等。
一般来说一个系统（不管是力学的、声学的还是电子的）有多个共振频率，在这些频率上振动比较容易，在其它频率上振动比较困难。假如引起振动的频率比较复杂的话（比如是一个冲击或者是一个宽频振动）一个系统一般会“挑出”其共振频率随此频率振动，事实上一个系统会将其它频率过滤掉。

## 機械共振
在機械系統中，當结构的自然頻率和強迫振動的頻率相吻合，就會有共振的發生。此時能量以最為容易的方式傳送到機械系統中。在工程學中，機械共振是工程師必須考慮的問題，因為巨大的振幅能建立和摧毀整個結構。例如通過風洞試驗，工程師確保飛機在整個飛行過程中所產生的力不能和其自然頻率相同，否則共振就會產生導致破壞。

## 電路共振
當電容和電感連接於低電阻的串聯電路，並且有交流電通過時，電路就會有自然頻率的震動。電流會以相同週期地反方向流動，震動的頻率基於電容和電感。而當電路的電阻增加時，振動的衰變速度增加，能量會以熱量釋放。

## 量子力學中的共振
量子力學與量子場論中，共振可能出現在與古典物理相似的場合。不過，此現象也可想作是不穩定粒子；上面式子仍舊成立，只不過{\displaystyle \Gamma }是粒子衰變率，而{\displaystyle \Omega }由粒子質量M取代。在此情形下，此式子來自於粒子的傳遞子（propagator），其質量由複數{\displaystyle M+i\Gamma }所取代。此式子更進一步透過光學定理（optical theorem）而與粒子衰變率相關。

## 外部連結
- 繩上產生駐波的共振Java示範 （页面存档备份，存于）
- 諧振子受迫振動而產生共振Java模擬 （页面存档备份，存于）